# Gemma van Eck
Gemma Bernardina Wilhelmina Maria (Gemma) van Eck (Diepenveen, 5 februari 1957) is een Nederlands zangeres die bekendheid verwierf als lid van meidengroep Babe.

## Biografie
Van Eck was in 1978 te zien in de film Doctor Vlimmen waarin ze een kleine rol had. 
Samen met Marnix Kappers presenteerde ze voor de TROS de serie ‘De laatste ronde’. Dat leverde haar een uitnodiging op om in 1978/1979 mee te werken aan de theaterproductie ‘Showtime’ van Mini & Maxi.
Van Eck was drie jaar lang, van 1979 t/m 1981, de leadzangeres van het zangtrio Babe. De producer was Peter Koelewijn. Ze werd in 1981 als leadzangeres opgevolgd door Marga Bult. Ze bouwde toen een carrière op als solozangeres; Haar debuutsingle For The First Time kwam uit in 1982. 
Later in de jaren tachtig vertrok ze naar Los Angeles om acteerlessen te volgen, en kwam terecht bij Acting Classes van Allan Rich.  
Ze ging weer spelen in musicals en trad drie jaar op samen met Toon Hermans.
De daaropvolgende jaren heeft ze in veel musicals gespeeld en gezongen.
In 2016 bracht ze weer een nieuwe single uit, Let me be your friend, en in 2019 een nieuwe CD getiteld Love is the magic word.

## Discografie

### Album
- 2019 - Love Is The Magic Word

### Singles
- 1982 - For The First Time
- 1983 - Sway
- 1983 - For You
- 1984 - Why Don't You Do What's Right
- 1985 - Hello Magnifico
- 2016 - Let Me Be Your Friend

## Theater
- - 1978/1979 - Showtime (met Mini & Maxi)
- - 1987/1988 - Me and My Girl
- - 1989/1990 - Theater Pittoresque (met Toon Hermans)
- - 2005/2006 - Diva's in nood
- - 2009/2010 - All Shook Up / Love Me Tender